# 薩克森-科堡-薩爾費爾德的弗蕾德里克·卡羅琳公主
弗蕾德里克·卡羅琳（德語：Friederike Caroline，1735年6月24日—1791年2月18日）是薩克森-科堡-薩爾費爾德公爵法蘭茲·約西亞斯的女兒。

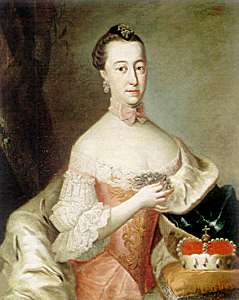
弗蕾德里克·卡羅琳

1754年，弗蕾德里克·卡羅琳與布蘭登堡-安斯巴赫的亞歷山大結婚，兩人沒有子女。